# 介助
介助（かいじょ）は、病人、障害者、高齢者など、日常生活行動（ADL, Activities of Daily Living）、もしくは動作（リハビリテーションでは、日常生活動作という）、例えば入浴、食事、排泄、移動、衣服の着脱などといった最も基本的なものについて、自分で行える度合いの低いものについて援助することをいう。
その際必要な援助の度合いにより、自立、一部介助、全介助の3段階で評価し、総合点が高いほど自立度が高いと判定される。このほか、ADLよりやや高度な能力を測定するものにIADL(Instrumental Activities of Daily Living)がある。「手段的日常生活動作能力」と訳され、電話、遠方への外出、買い物、食事の支度、家事、服薬、金銭の管理などの項目を測定し、自立した社会生活を送るうえで必要な能力をもっているかどうかを判定する。こちらは、知的障害、情緒障害から、気分障害（感情障害）など発達上の障害がある人については、特に配慮が大切である。
最近では、一部に「介護＝体に直接触れる支援」というイメージを持たれることが多いために、必要な支援は、体に触れる支援だけではない、という考え方ができつつあり、「介護」ではなく「介助（体に直接触れない支援＝見守り、必要なときに支援する、声をかけることによってできる支援を含む）」というニュアンスを含めて使用することもある。